# Dicranomyia miseranda
Dicranomyia miseranda är en tvåvingeart som först beskrevs av Alexander 1945.  Dicranomyia miseranda ingår i släktet Dicranomyia och familjen småharkrankar. Inga underarter finns listade i Catalogue of Life.